# Dapperheidskruis (Griekenland)
Het Dapperheidskruis (Grieks: "Αριστείο Ανδρείας",  Aristeion Andreias) was lange tijd de hoogste onderscheiding voor moed in Griekenland. De onderscheiding werd driemaal ingesteld; op 13 mei 1913 tijdens de Balkanoorlog, op 11 september 1940 en in 1974. De in 1974 door de republikeinse regering vastgestelde decoratie mist een verhoging in de vorm van de koningskroon. Deze kroon werd vervangen door een Grieks wapen binnen een lauwerkrans.
Ook het portret van Sint-Andreas op het centrale medaillon werd in 1974 vervangen door een portret van de Moeder Gods.
Het commandeurskruis wordt aan een lint om de hals gedragen. Er werden 59  commandeurskruisen uitgereikt.
Het Gouden Kruis wordt aan een lint op de borst gedragen. Er werden 13068 gouden kruisen uitgereikt.
Het Zilveren Kruis wordt aan een lint op de borst gedragen. Er werden 65256 zilveren kruisen uitgereikt.
De Griekse militaire junta, het "kolonelsregime" heeft in 1974 een nòg hoger ingeschaalde Dapperheidsmedaille ingesteld maar deze werd nooit geslagen en lijdt een sluimerend bestaan.